# 歌病
歌病（かへい/かびょう）は、和歌の修辞的欠落の称。詩学の八病の影響によるもので、四病・七病・八病などという。「歌の病」（うたのやまい）とも呼ばれる。
古文作品では源俊頼が著した『俊頼髄脳』に記されていることで知られている。
主として和歌の31文字の中で、同じ語や意味、発音が類似する言葉を重複して用いることを批判したものであるが、元々は漢詩の「詩病」に倣って作ったとする説もあり、歌人の中でも厳格に守るべきとする者から、日本語や和歌の実情にそぐわないとみる者まで存在した。中御門流の藤原基俊は厳格に守るべき立場に徹していたが、御子左流の藤原俊成は余りこだわる必要がないと主張している。